# Aundray Bruce
Aundray Bruce (Montgomery, 30 aprile 1966) è un ex giocatore di football americano statunitense che ha giocato nel ruolo di linebacker per undici anni nella National Football League (NFL). Fu scelto come primo assoluto del Draft NFL 1988 dagli Atlanta Falcons. Al college ha giocato a football all'Università di Auburn.

## Carriera
Bruce fu chiamato come primo assoluto nel Draft 1988 dagli Atlanta Falcons. Anche se fu scelto alla prima chiamata, Bruce giocò come titolare solo 42 gare nei suoi undici anni di carriera. Bruce visse il suo miglior momento coi Falcons nel 1991 quando nei playoff giocò sia come tight end che in difesa. Dopo essere diventato free agent nel 1992 firmò con i Los Angeles Raiders e con essi rimase fino al termine della carriera. Bruce giocò 151 partite durante la propria carriera, mettendo a segno 32 sack e 4 intercetti. Anche se disputò delle discrete stagioni ad Oakland non riuscì mai a mantenere le alte aspettative che lo avevano circondato.

## Palmarès
- PFWA All-Rookie Team - 1988

## Statistiche
| Partite totali             | 151 |
| Partite totali da titolare | 42  |
| Intercetti fatti           | 4   |
| Fumble recuperati          | 3   |